# Sección Nacional
Una Sección Nacional en una exposición internacional es el conjunto de elementos que conforman la representación oficial de un Estado participante. 

## Componentes
La Sección Nacional se compone de:
- Pabellón: Edificio que contiene la exhibición y las áreas de operación y administración del Estado participante dentro del recinto de la exposición internacional.
- Área comercial. Comúnmente alberga un restaurante y una tienda que ofrecen productos vinculados culturalmente al Estado participante. En general su superficie se restringe a menos del 20% del total del área asignada al participante oficial.
- Actividades artísticas complementarias: Incluyen el repertorio de presentaciones que se realiza a lo largo de la exposición internacional y especialmente durante el Día Nacional del Estado participante.[1]

## Legislación
De acuerdo con la Convención relativa a las Exposiciones Internacionales, el gobierno de cada Estado participante en una exposición internacional debe designar a un Comisario General de Sección, en el caso de Exposiciones internacionales registradas, o a un Comisario de Sección, en Exposiciones internacionales reconocidas, a cuyo cargo queda toda la responsabilidad de su Sección Nacional y del personal que labora en ella permanente o temporalmente.
Para que una Sección Nacional se considere como tal, es indispensable que el Comisario (General) de Sección declare ante el organizador de la exposición internacional los elementos que la conforman.  Las piezas en exhibición en pabellones temáticos y los restaurantes o comercios que operan de manera independiente al Estado del cual son originarios, normalmente quedan excluidos de la Sección Nacional.